# Clemensia remida
Clemensia remida är en fjärilsart som beskrevs av William Schaus. Clemensia remida ingår i släktet Clemensia och familjen björnspinnare. Inga underarter finns listade i Catalogue of Life.